# 革馬拉
《革馬拉》（英語：Gemara，英語：或英語：），猶太教經典，是《塔木德》的一部份。主要的內容是在於解釋《密西拿》中猶太口傳律法的意義。

## 概論
革馬拉，源自於亞拉姆語的 גמרא（gamar），意思是學習，或是從傳統中學習。在西元200年前後，猶太哈拿西拉比編輯出《密西拿》後，在以色列與巴比倫的猶太教拉比開始代代傳承這本書。他們對《密西拿》的討論與註釋，被收集成書，形成了革馬拉。
目前的革馬拉有兩種版本，第一個版本是由居住在以色列提比里亞與加撒利亞的猶太學者，在西元350年至400年間所編成。第二個版本，則是由居住在巴比倫的猶太學者，在西元500年間所編成。傳統上，如果沒有特別強調，革馬拉與塔木德，通常指的是巴比倫版本。